# Tout là-haut
Pour plus de détails, voir Fiche technique et Distribution.
Tout là-haut est un  film franco-népalo-indien réalisé par Serge Hazanavicius, sorti en 2017.
Le film est dédié à la mémoire de Marco Siffredi, snowboardeur  et alpiniste décédé en tentant la descente du couloir Hornbein de l'Everest en 2002.

## Synopsis
Scott, surnommé « nOmber One », est un jeune snowboardeur freeride. Il veut réaliser ce que personne n'a réalisé auparavant : être le premier à descendre l'Everest par la plus pure, la plus raide et la plus dangereuse des pentes, le couloir du Hornbein. Il arrive à Chamonix, capitale mondiale de la glisse, avec son vieux camping-car. Il y rencontre Liam, qui devient son cameraman attitré. À l'Aiguille du Midi, ils tombent par hasard sur Pierrick Lefranc, ancien champion de ski devenu guide de haute montagne et vendeur de télésièges. D'abord réticent, ce dernier va entrer dans l'aventure, poussé par sa compagne Sandrine. Il va ainsi participer à la folle aventure de Scott pour l'Everest.

## Fiche technique
Sauf indication contraire, les informations mentionnées dans cette section peuvent être confirmées par la base de données cinématographiques IMDb,  présente dans la section « Liens externes ».
- Titre original : Tout là-haut
- Titre de travail : nOmber One[3]
- Réalisation : Serge Hazanavicius[4]
- Scénario : Serge Hazanavicius, Stéphane Dan et Mary-Noëlle Dana
- Photographie : Rémy Chevrin
- Costumes : Nadia Chmilewsky
- Chef décorateur : Maamar Ech-Cheikh
- Montage : Nathan Delannoy
- Musique : Laurent Perez del Mar
- Son : Philippe Welsh
- Production : Julie Gayet[5], Elisa Soussan et Nadia Turincev
- Sociétés de production : Reliance Entertainment[5], Rouge International et My Family, coproduit par M6 FILMS, NJJ Entertainment, Visvires Capital, Washashenco, Cube Production, Kering Studio, Casa Kafka Pictures, Ta Rantula, avec le stoutien du tax shelter du gouvernement fédéral belge, avec la participation d'OCS, M6 et W9[2]
- Effets visuels : Digital District
- Distribution : UGC Distribution
- Pays d'origine :  France,  Népal[6] et  Inde[1]
- Genre : aventures, sport
- Langues originales : français et anglais
- Durée : 99 minutes
- Date de sortie[7] : 20 décembre 2017 ( France)

## Distribution
- Kev Adams : Scott Ferret
- Vincent Elbaz : Pierrick Lefranc
- Mélanie Bernier : Kelly Larsen
- Bérénice Bejo : Sandrine
- Martijn Lakemeier[4] : Liam
- Serge Hazanavicius : « Bombass »
- William Hope : Travis Jones
- Christopher Thompson : Franck
- Marc Berman : André, le père de Pierrick
- Salla Lintonen : Madame Dufour
- Neri Marcore : Giorgio
- Aurélien Ducroz : Rob
- Christophe Gendreau : François de Rougeville
- Jonathan Charlet et Stéphane « Fanfan » Dan : les riders en terrasse (caméo)
- Reecha Sharma : la femme de Bombass

## Production

### Genèse et développement
Tout là-haut est le premier long métrage réalisé par Serge Hazanavicius.

« Je skie avec des riders depuis 20 ans, et j'ai toujours pensé qu’il y avait un film à tourner avec eux. Je me suis mis au boulot et on a écrit cette histoire. Je dis « on » car j’ai la chance d’avoir pour ami et partenaire de glisse et d’écriture Stéphane Dan, un des meilleurs riders du monde, (il a quand même doublé James Bond dans des scènes de ski !). Avec lui, nous parlions depuis longtemps de faire une fiction sur cet univers. »

Dès 2011, Serge Hazanavicius évoque le projet à Kev Adams, pour lequel il met en scène ses spectacles :

« Nous sortions du Palais des Glaces pour attaquer le Casino de Paris et la série Soda sur M6 n'était pas encore diffusée. Mais pour moi tout était déjà là : son énergie profonde allait me permettre de faire le film dont je rêvais. Le titre de travail du film était nUmber One et le numéro un, c’est Kev : quand il entre dans une pièce, vous vous dites « tiens, voilà le leader » ! Il a ce truc du héros, un héros vanneur mais un héros. Et puis entre nous il y a la confiance, il m’a laissé le filmer comme je le voulais, acceptant de se livrer différemment. C’est très courageux car ça laisse apparaître une intimité qu’il ne choisit pas, et que l’on n’a peut-être pas encore vue chez lui. Ce rôle je l’ai écrit pour lui. Il est constitutif du film, sans lui, pas de Tout là-haut. »

Kev Adams et Vincent Elbaz s'étaient déjà croisés pour Amis publics (Édouard Pluvieux, 2016).

### Tournage
Le tournage a eu lieu en Haute-Savoie à Chamonix-Mont-Blanc ainsi qu'en Inde notamment dans l'Himalaya. Le réalisateur Serge Hazanavicius déclare notamment « Nous avons tourné dans le massif du Mont-Blanc, côté français et côté italien, au Népal, à Katmandou et dans un village qui s'appelle Balthali. Nous avons également filmé certaines séquences au nord de l’Inde, au Ladakh sur les contreforts de l’Hymalaya, ainsi que sur la face nord de l’Everest ».

## Box office
Le film sort le 20 décembre 2017 dans 301 salles et réalise 21 100 entrées. En une semaine, il cumule 104 791 entrées. Il termine sa carrière en salles après 6 semaines avec 304 297 spectateurs. Il rapporte 2,3 M€ pour un budget de 10,4 M€.

## Information judiciaire
En 2021, une information judiciaire est ouverte par le Parquet national financier pour « corruption », « trafic d’influence », « blanchiment », « concussion » et « corruption d’agent public étranger » concernant le financement du film coproduit notamment par une société de Julie Gayet et une filiale du conglomérat indien Reliance Anil Dhirubhai Ambani Group.